# Sikh-Gurus

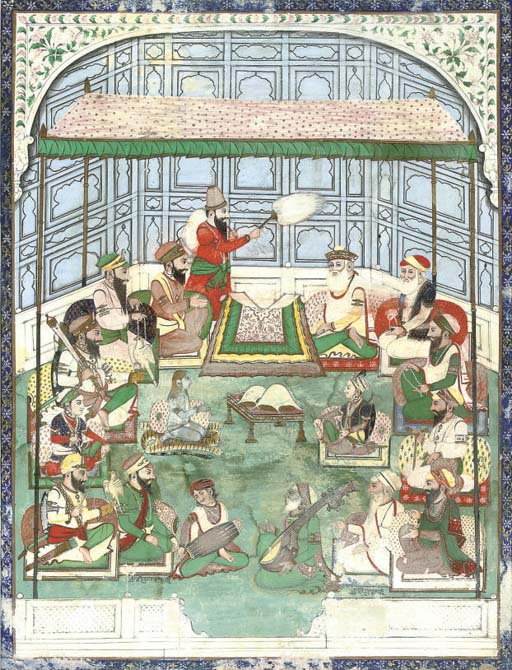
Die zehn Gurus des Sikhismus

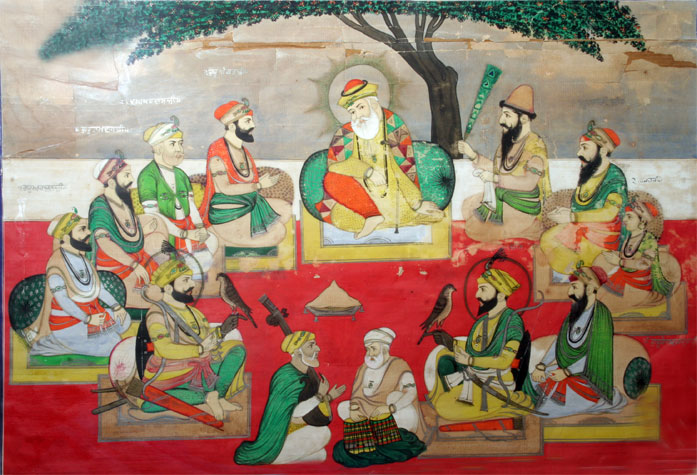
Guru Nanak mit den anderen neun Gurus, Bhai Puran Singh

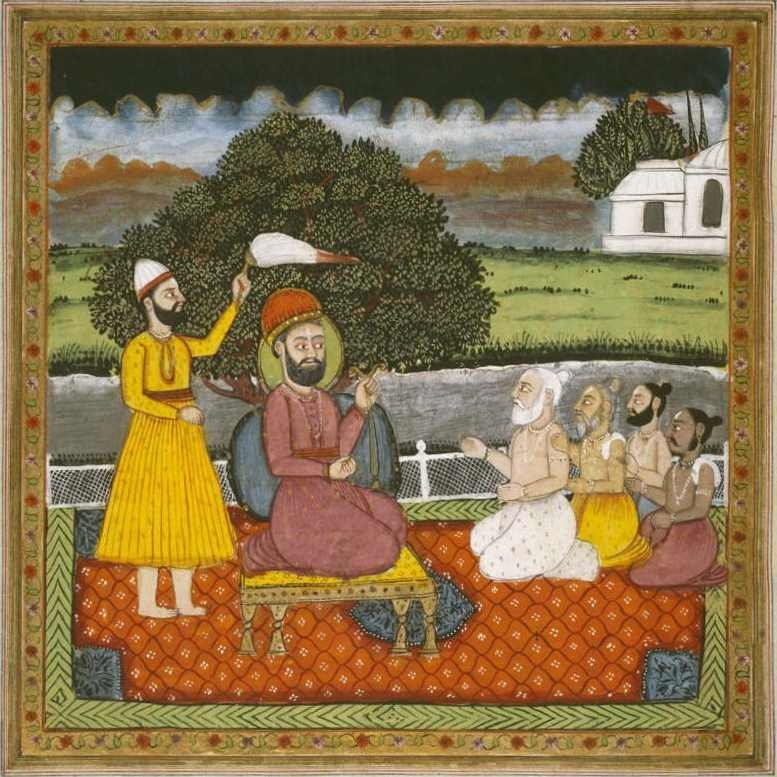
Guru Nanak

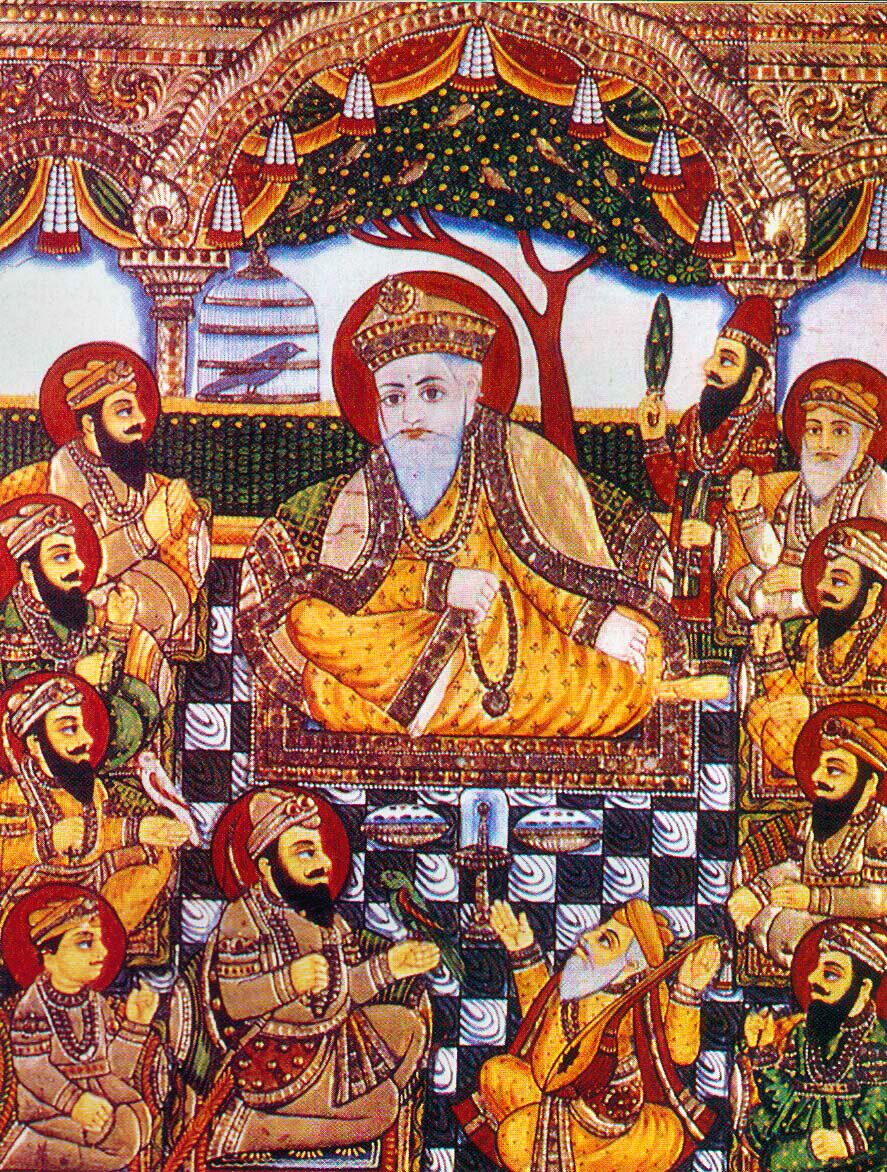
Die zehn Gurus sowie Bhai Bala und Bhai Mardana (Gemälde aus dem späten 19. Jahrhundert)

Die Sikh-Gurus waren die ersten zehn Führer des Sikhismus, die einzigen, die den Titel Guru (Sanskrit, m., गुरु) innehatten. Die zehn Gurus der Sikhs wirkten in der Zeit von 1469 bis 1708.
Der erste war Guru Nanak, der vor seinem Tod (1539) die Tradition begründete, die es dem Guru zu seinen Lebzeiten erlaubte, seinen Nachfolger zu benennen.
Gobind Singh, der zehnte und letzte menschliche Guru, starb 1708 an den Folgen eines Attentats. Er hatte die Schrift Guru Granth Sahib (auch als der Ādi Granth = ‚Ur-Buch‘ bezeichnet) zu seinem Nachfolger ernannt und zum ewigen Guru erhoben.

## Zehn Gurus des Sikhismus
| Guru              | Leben     |
| ----------------- | --------- |
| Guru Nanak Dev    | 1469–1539 |
| Guru Angad Dev    | 1504–1552 |
| Guru Amar Das     | 1479–1574 |
| Guru Ram Das      | 1534–1581 |
| Guru Arjan Dev    | 1563–1606 |
| Guru Har Gobind   | 1595–1644 |
| Guru Har Rai      | 1630–1661 |
| Guru Har Krishan  | 1656–1664 |
| Guru Tegh Bahadur | 1621–1675 |
| Guru Gobind Singh | 1666–1708 |

## Sikh-Gurus
Laut Shiromani Gurdwara Prabandhak Committee.: